# Tatung FC
Tatung FC (pinyin: Dàtóng zúqiúduì) är en halvprofessionell fotbollsklubb i Taiwan. Klubben är sammanknuten till Tatung Company, och startades 1969 av en grupp anställda på företaget.

## Meriter

### Inhemska
- Enterprise Football League (tidigare National Men's First Division Football League)
  - Etta (2): 2005, 2006
  - Tvåa (10): 1992, 1995, 1996, 1997, 1999, 2000–01, 2001–02, 2002–03, 2004, 2008
- Intercity Football League (som representant för Taipei stad)
  - Etta (1): 2007
- CTFA Cup
  - Etta (3): 1990, 1996, 2005
- President's Cup
  - Etta (2): 1997, 1998

### Asien
- AFC President's Cup:
  - Semifinalister (1): 2006

### Vänskap
- Peace Invitational Challenge Cup: 2006
- World Chinese Cup Invitational Championship: 2005
- Hawaii Challenge Cup: 2005